# Carla Miralda
Carla Miralda   (Terrassa, 27 de juliol de 1999) és una cantant i professora de música catalana.
Exalumna de l'Escola Superior d'Art Dramàtic Eòlia, ha estudiat Educació Infantil i treballa com a professora de música. A més, pertany a la Coral Ohana. Sap tocar la guitarra i l'ukelele. Un dels seus grans referents és l'actriu Lea Michelle, coneguda per la sèrie Glee.
El 2023, a 23 anys, va entrar a la segona temporada del programa musical de TV3 Eufòria cantant «Stone Cold» de Demi Lovato. De fet, es va presentar als càstings de la primera edició, on va arribar a ser un dels 25 aspirants finalistes, però es va quedar a les portes de concursar-hi.
En la primera gala d'Eufòria, la seva actuació va ser una de les més ben preuades pel jurat. En la segona, en canvi, la seva interpretació de «Kings and Queens» d'Ava Max va rebre valoracions mixtes, però de tota manera no va ser expulsada. Més endavant, en la cinquena gala, en què el vot del públic era tingut com a primordial, va ser la segona més votada de la nit per la versió que va fer de «Per la bona gent» de Manel, solament per darrere d'Alèxia Pascual.